# Jan Davidszoon de Heem
Jan Davidszoon de Heem (cca. 17 aprilie 1606, Utrecht - înainte de 26 aprilie 1684, Anvers) a fost unul dintre cei mai remarcabili pictori neerlandezi de naturi moarte. A fost un maestru al detaliului. El a combinat precizia caracteristică naturilor moarte din Olanda cu luminozitatea picturii flamande.

## Viața
În 1606 se naște la Utrecht și își face probabil ucenicia cu pictorul de naturi moarte Balthasar van der Ast. 20 de ani mai târziu acesta lucrează în orașul universitar Leiden. În 1631 se naște fiul său, viitorul pictor Cornelis de Heem. În 1636 de Heem se mută la Anvers, iar după 3 ani la Utrecht. Din cauza invaziei franceze, în 1672 pleacă din nou la Anvers. Acolo moare pe data de 26 aprilie 1684.

## Natura moartă

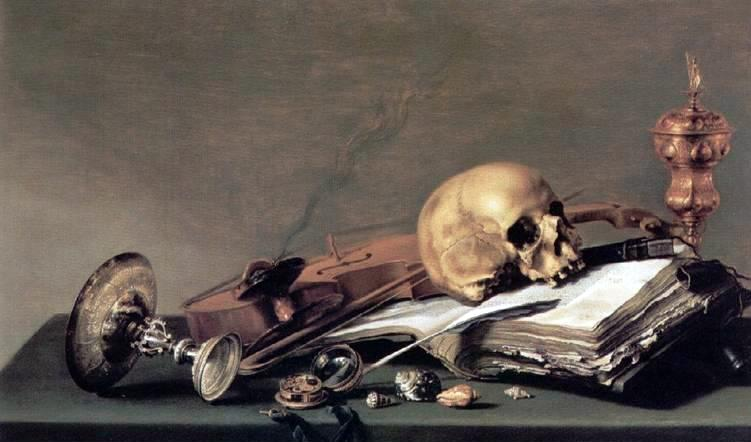
Vanitas (detaliu) de Jan Davidszoon de Heem

Acest gen s-a dezvoltat în secolul XVII, fiind apreciat în mod deosebit în Olanda. De Heem s-a obișnuit cu agest gen în timp ce era ucenic al pictorului Balthasar van der Ast. În Leiden s-a aliniat direcției impuse de cercul de pictori din jurul lui Rembrandt și a început să lucreze întunecatele vanitas - picturi ce tratează temele sumbre ale morții și trecerii timpului, și naturi statice pentru ilustrații de carte. Plecarea sa la Anvers a provocat o schimbare profundă în stilul său. Naturile moarte ale lui Daniel Seghers și Frans Snyders l-au inspirat în crearea unor aranjamente viu colorate de flori, fructe, alimente și vaze ornamentale. De Heem și-a păstrat atenția față de detalii.